# عروس‌های دریایی تاج‌دار
عروس‌های دریایی تاج‌دار (نام علمی: Coronatae) نام راسته‌ای از رده عروس‌های دریایی اصلی (فنجان‌زیان) است.
راسته عروس‌های دریایی تاج‌دار شامل شش خانواده است.